# L'album del canonico Alberico
L'album del canonico Alberico (Canon Alberic's Scrap-Book) è il primo racconto della prima collezione di storie di fantasmi pubblicata da M. R. James, Storie di fantasmi di un antiquario (Ghost Stories of an Antiquary). Il libro apparve nel 1904, ma L'album del canonico Alberico era stato scritto nel 1894 e pubblicato subito dopo sulla National Review.

## Trama
La storia presenta un'ambientazione dettagliata e realistica nella piccola e decrepita città cattedrale di Saint-Bertrand-de-Comminges, ai piedi dei Pirenei nel sud della Francia.
Un turista inglese trascorre un giorno a fotografare gli interni della cattedrale e viene incoraggiato dal sagrestano a comprare uno strano manoscritto. Questo, egli afferma, è stato creato tanto tempo prima, facendo a pezzi i volumi della vecchia biblioteca della cattedrale, dal canonico Alberico de Mauléon (un personaggio di fantasia, ritenuto un discendente collaterale del realmente esistente vescovo del XVI secolo Jean de Mauléon). Il canonico, appare dalle parole del sagrestano, non ha mai mollato la presa sul volume che ha creato.

## Opere derivate
La storia ha ispirato una composizione musicale di Kaikhosru Shapurji Sorabji, St Bertrand de Comminges: "Rideva nella Torre", eseguita per la prima volta nel 1985 da Yonty Solomon.